# Fire (Joe Budden)
Fire (Yes, Yes Y'all), più conosciuto semplicemente come Fire, è il secondo singolo del rapper statunitense Joe Budden, estratto dal suo omonimo album di debutto e recante la produzione di Just Blaze e il featuring di Busta Rhymes.

## Informazioni
La canzone ha riscosso assai meno successo del precedente singolo Pump It Up (che aveva portato il rapper alla ribalta negli USA), raggiungendo solo la posizione n.48 all'interno della Hot R&B/Hip-Hop Songs e non riuscendo quindi a classificarsi nella Hot 100.
Fire è inoltre presente nel film Mean Girls, sebbene non faccia parte della sua colonna sonora ufficiale.

## Remix
Il remix ufficiale è in collaborazione con Redman. Un altro, in collaborazione con Paul Cain e Fabolous, è presente nel mixtape di quest'ultimo More Street Dreams, Pt. 2: The Mixtape.

## Videoclip
Il videoclip vede Joe Budden e Busta Rhymes rappare il brano durante un party organizzato a casa dello stesso artista. È stato diretto da Paul e Kevin Hunter.

## Classifica
| Classifica (2003)                                     | Posizione massima |
| ----------------------------------------------------- | ----------------- |
| Stati Uniti d'America Billboard Hot R&B/Hip-Hop Songs | 48                |